# 马尔蒂尼亚科
马尔蒂尼亚科（義大利語：Martignacco），是意大利乌迪内省的一个市镇。总面积26平方公里，人口6620人，人口密度254.6人/平方公里（2009年）。ISTAT代码为030057。